# Маттау, Уолтер
Уолтер Маттау (англ. Walter Matthau, настоящее имя Уолтер Джон Маттоу, Walter John Matthow; 1 октября 1920, Нью-Йорк — 1 июля 2000, Санта-Моника) — американский актёр-комик, который в 1967 году удостоился «Оскара» за лучшую роль второго плана — в комедии «Азарт удачи».

## Биография

### Ранние годы
Мэттау появился на свет под именем Уолтер Джон Мэттоу 1 октября 1920 года в Нижнем Ист-Сайде Нью-Йорка. У него было два брата: один старший и один младший.
Его родители принадлежали к еврейскому происхождению; мать, Роза (в девичестве Берольская или Беранская), была иммигранткой из Литвы и трудилась в швейной мастерской, а отец, Милтон Матушанский, был украинским торговцем и электриком, родом из Киева. Они сочетались браком в Нью-Йорке в 1917 году.
Из-за своей страсти к шуткам Мэттау сам распространял слухи о том, что его второе имя — Фогхорн, а фамилия изначально была Матушанская (под ней он появлялся в небольшой роли в фильме «Землетрясение»).
В детстве он бывал в еврейском летнем лагере Tranquillity Camp, где участвовал в театральных постановках, проходивших по субботам. Он также посещал Surprise Lake Camp. Учебу он продолжил в Seward Park High School и работал некоторое время кассиром в киоске рядом с Yiddish Theatre District.
Во время Второй мировой войны Мэттау исполнял обязанности радиста и стрелка на бомбардировщике Consolidated B-24 Liberator в военно-воздушных силах США, служа в Восьмой воздушной армии в Англии. Он входил в состав 453-й бомбардировочной группы, вместе с которой летал Джеймс Стюарт. Находясь на базе ВВС Олд Бакенхэм в Норфолке, он участвовал в операциях над континентальной Европой, особенно во время битвы за Арденны. Завершив войну в звании старшего сержанта, Мэттау вернулся на родину в Америку для демобилизации в конце конфликта, с намерением возобновить карьеру актера.

### Карьера
Мэттау получил обучение актерскому мастерству в Драматической мастерской Новой школы под руководством немецкого режиссера Эрвина Пискатора. Он любил подшучивать над собой, утверждая, что его первая заметная рецензия касалась спектакля, в котором он сыграл роль изгоя. Один из критиков написал: «Другие просто выглядят как актеры в гриме, а Уолтер Мэттау действительно напоминает бродягу из трущоб!» На протяжении многих лет Мэттау пользовался уважением в театральной среде благодаря таким пьесам, как «Испортит ли успех Рока Хантера?» и «Выстрел в темноте», за последнюю он завоевал премию «Тони» в 1962 году в категории «Лучшая мужская роль второго плана».
В 1952 году он снялся в пилотной серии «Мистера Пиперса» с Уолли Коксом, при этом использовав псевдоним Леонард Эллиот. Его первой киноработой стала роль злодея в фильме «Кентуккиец» (1955). Мэттау сыграл также в «Короле Креол» (1958), где его персонажа побил Элвис Пресли. Он также появился в «Шараде» (1963) с Кэри Грантом и Одри Хепберн, а на телевидении участвовал в Naked City и Alfred Hitchcock Presents.
В 1960-х годах комедии были редкостью в карьере Мэттау. Он играл в нескольких серьезных драмах, включая «Безопасность» (1964), где изображал советника Пентагона доктора Гротешеле, призывающего к ядерной атаке на Советский Союз. Нил Саймон пригласил его в пьесу «Странная парочка» в 1965 году. Здесь Мэттау исполнил роль неаккуратного спортивного комментатора Оскара Мэдисона, в паре с Артом Карни, который сыграл Феликса Унгера. Мэттау позже повторил свою роль в киноверсии с Джеком Леммоном. Он также появился в детективном триллере «Мираж» (1965) под режиссурой Эдварда Дмитрика.
Успех пришел к нему в комедии «Печенье с предсказанием» (1966), где он сыграл мошенника-адвоката Уильяма Х. «Виплаша Вилли» Гингрича с Леммоном. Он получил «Оскар» за лучшую мужскую роль второго плана. После серьезного сердечного приступа Мэттау изменил свою привычку курить. Он также критиковал актеров, не пришедших на церемонию «Оскара». Мэттау продолжал сниматься в различных успешных театральных хитах, таких как «Хелло, Долли!» и «Цветок кактуса» (обе 1969).
В этот период Мэттау стал участвовать в большем количестве комедий, включая черную комедию «Новый лист» (1971) и драму «Пит и Тилли» (1972). Он вновь был номинирован на «Оскар» за фильмы «Котч» (1971) и «Солнечные мальчики» (1975), последний из которых также был адаптацией пьесы Симона. В дальнейшем Мэттау участвовал в фильмах, таких как «Сюита Плаза» (1971) и «Калифорнийская сюита» (1978).
Среди его криминальных драм середины 70-х можно выделить «Смеющийся полицейский» (1973), «Чарли Варрик» (1973) и «Опасные действия в Пелхэме: раз, два, три» (1974). Появление в комедии «Медведи плохих новостей» (1976) также стало успешным.
Мэттау продюсировал несколько фильмов для Universal Pictures, включая третий ремейк «Маленькой мисс Маркер» (1980). Он снова получил номинацию на «Золотой глобус» за роль бывшего агента ЦРУ в комедии «Игра в классики» (1980). Сценарий был значительно переработан для Мэттау, что подтвердило его участие. Он также добавил сцены и музыки Моцарта в фильм. Susan Doll из TCM заметила, что успех «Hopscotch» мог означать как конец карьеры Мэттау, так и начало нового этапа.

### Личная жизнь
Мэттау вступил в брак с Кэрол Маркус в 1959 году. Она скончалась в 2003. Их сын, Чарльз, более известный как Чарли Мэттау, появился на свет в 1962 году. Чарли является режиссером и снял своего отца в ряде фильмов.

### Смерть
Уолтер Маттау умер в 1:42 ночи с 30 июня по 1 июля 2000 года от сердечного приступа в возрасте 79 лет.

## Избранная фильмография
| Год  |    | Русское название                    | Оригинальное название               | Роль                                  |
| ---- | -- | ----------------------------------- | ----------------------------------- | ------------------------------------- |
| 1955 | ф  | Индейский воин                      | The Indian Fighter                  | Уэс Тодд                              |
| 1956 | ф  | Больше чем жизнь                    | Bigger Than Life                    | Уолли Гиббс                           |
| 1957 | ф  | Лицо в толпе                        | A Face in the Crowd                 | Мел Миллер                            |
| 1958 | ф  | Кинг Креол                          | King Creole                         | Макси Филдс                           |
| 1963 | ф  | Шарада                              | Charade                             | Хэмилтон Бартоломью                   |
| 1964 | ф  | Система безопасности                | Fail-Safe                           | профессор Гротесшель                  |
| 1966 | ф  | Азарт удачи                         | The Fortune Cookie                  | Уилли Гингрич                         |
| 1967 | ф  | Руководство для женатого мужчины    | A Guide For A Married Man           | Пол Меннинг                           |
| 1968 | ф  | Странная парочка                    | The Odd Couple                      | Оскар Мэдисон                         |
| 1968 | ф  | Тайная жизнь американской жены      | The Secret Life of an American Wife | кинозвезда                            |
| 1969 | ф  | Хэлло, Долли!                       | Hello, Dolly                        | Хорас Вандергелдер                    |
| 1969 | ф  | Цветок кактуса                      | Cactus Flower                       | доктор Джулиус Уинстон                |
| 1971 | ф  | Новый лист                          | A New Leaf                          | Генри Грэм                            |
| 1971 | ф  | Номер в отеле «Плаза»               | Plaza Suite                         | Рой Хабли / Джесс Киплингер / Сэм Нэш |
| 1971 | ф  | Котч                                | Kotch                               | Джозеф Котчер                         |
| 1972 | ф  | Пит и Тилли                         | Pete ’n’ Tillie                     | Пит                                   |
| 1973 | ф  | Чарли Вэррик                        | Charley Varrick                     | Чарли Вэррик                          |
| 1973 | ф  | Смеющийся полицейский               | The Laughing Policeman              | Джейк Мартин                          |
| 1974 | ф  | Первая полоса                       | The Front Page                      | Уолтер Бернс                          |
| 1974 | ф  | Захват поезда Пелэм 1-2-3           | The Taking of Pelham 1-2-3          | лейтенант Закари Гарбер               |
| 1975 | ф  | Весёлые ребята                      | The Sunshine Boys                   | Уилли Кларк                           |
| 1976 | ф  | Несносные медведи                   | The Bad News Bears                  | тренер Моррис Баттермейкер            |
| 1978 | ф  | Калифорнийский отель                | California Suite                    | Марвин Майклс                         |
| 1978 | ф  | Семейный доктор                     | House Calls                         | доктор Чарли Николс                   |
| 1980 | ф  | Маленькая мисс Маркер               | Little Miss Marker                  | Грустный Джонс                        |
| 1980 | ф  | Игра в классики                     | Hopscotch                           | Майлз Кендиг                          |
| 1981 | ф  | Первый понедельник октября          | First Monday in October             | Дэниел Сноу                           |
| 1981 | ф  | Друг-приятель                       | Buddy Buddy                         | Трабукко                              |
| 1986 | ф  | Пираты                              | Pirates                             | капитан Томас Бартоломью Ред          |
| 1988 | ф  | Психодром                           | The Couch Trip                      | Дональд Бекер                         |
| 1988 | ф  | Чертёнок                            | Il piccolo diavolo                  | падре Маурицио                        |
| 1991 | ф  | Джон Ф. Кеннеди. Выстрелы в Далласе | JFK                                 | сенатор Лонг                          |
| 1993 | ф  | Деннис-мучитель                     | Dennis the Menace                   | мистер Джордж Уилсон                  |
| 1993 | ф  | Старые ворчуны                      | Grumpy Old Men                      | Макс Голдман                          |
| 1994 | тф | Простительное убийство              | Incident in a Small Town            | Хармон Кобб                           |
| 1994 | ф  | Коэффициент интеллекта              | I.Q.                                | Альберт Эйнштейн                      |
| 1995 | ф  | Луговая арфа                        | The Grass Harp                      | судья Чарли Кул                       |
| 1995 | ф  | Старые ворчуны разбушевались        | Grumpier Old Men                    | Макс Голдман                          |
| 1997 | ф  | В открытом море                     | Out to Sea                          | Чарди Гордон                          |
| 1998 | ф  | Странная парочка 2                  | The Odd Couple II                   | Оскар Мэдисон                         |
| 2000 | ф  | Отбой                               | Hanging Up                          | Лу Мозелл                             |

## Награды и номинации
| Награда        | Год  | Категория                                     | Фильм/Телесериал/Постановка        | Результат |
| -------------- | ---- | --------------------------------------------- | ---------------------------------- | --------- |
| Оскар          | 1967 | Лучшая мужская роль второго плана             | Азарт удачи                        | Победа    |
| Оскар          | 1972 | Лучшая мужская роль                           | Котч                               | Номинация |
| Оскар          | 1976 | Лучшая мужская роль                           | Весёлые ребята                     | Номинация |
| Золотой глобус | 1967 | Лучшая мужская роль в комедии или мюзикле     | Азарт удачи                        | Номинация |
| Золотой глобус | 1969 | Лучшая мужская роль в комедии или мюзикле     | Странная парочка                   | Номинация |
| Золотой глобус | 1972 | Лучшая мужская роль в комедии или мюзикле     | Котч                               | Номинация |
| Золотой глобус | 1973 | Лучшая мужская роль в комедии или мюзикле     | Пит и Тилли                        | Номинация |
| Золотой глобус | 1975 | Лучшая мужская роль в комедии или мюзикле     | Первая полоса                      | Номинация |
| Золотой глобус | 1976 | Лучшая мужская роль в комедии или мюзикле     | Весёлые ребята                     | Победа    |
| Золотой глобус | 1981 | Лучшая мужская роль в комедии или мюзикле     | Игра в классики                    | Номинация |
| Золотой глобус | 1982 | Лучшая мужская роль в комедии или мюзикле     | Первый понедельник октября         | Номинация |
| Эмми           | 1963 | Лучшая мужская роль в мини-сериале или фильме | Шоу недели Дюпона                  | Номинация |
| BAFTA          | 1970 | Лучшая мужская роль                           | Тайная жизнь американской жены     | Номинация |
| BAFTA          | 1974 | Лучшая мужская роль                           | Пит и Тилли / Чарли Вэррик         | Победа    |
| BAFTA          | 1977 | Лучшая мужская роль                           | Весёлые ребята / Несносные медведи | Номинация |
| Тони           | 1959 | Лучшая мужская роль второго плана в пьесе     | Ещё раз, с чувством!               | Номинация |
| Тони           | 1962 | Лучшая мужская роль второго плана в пьесе     | Выстрел в темноте                  | Победа    |
| Тони           | 1965 | Лучшая мужская роль в пьесе                   | Странная парочка                   | Победа    |